# VIVA Comet 2003
Der 9. VIVA Comet wurde am 15. August 2003 in der Kölnarena in Köln vergeben. Moderiert wurde die Show von Sasha und Yvonne Catterfeld.

## Newcomer national
- Alexander Klaws
- Daniel Küblböck
- Juliette Schoppmann
- Patrick Nuo
- Yvonne Catterfeld

## Newcomer international
- Avril Lavigne
- Evanescence
- Gareth Gates
- Panjabi MC
- t.A.T.u.

## Comedy
- Ali G
- Anke Engelke
- Atze Schröder
- Helge Schneider
- Stefan Raab

## Dance
- ATB
- Kate Ryan
- Mark ’Oh
- Scooter
- Sylver

## Live
- Eminem
- Herbert Grönemeyer
- Robbie Williams
- Rosenstolz
- Xavier Naidoo

## Rock
- HIM
- Linkin Park
- Marilyn Manson
- Metallica
- Red Hot Chili Peppers

## Hip-Hop national
- ASD
- Curse
- Kool Savas
- Massive Töne
- Seeed

## Hip-Hop international
- 50 Cent
- Eminem
- Jay-Z
- Missy Elliott
- Nelly

## Act international
- Blue
- Christina Aguilera
- Jennifer Lopez
- Robbie Williams
- Shania Twain

## Band national
- Bro’Sis
- Guano Apes
- No Angels
- Reamonn
- Wolfsheim

## Künstler national
- Ben
- DJ Tomekk
- Gentleman
- Herbert Grönemeyer
- Xavier Naidoo

## Künstlerin national
- Jeanette
- Joy Denalane
- Nena
- Sarah Connor
- Yvonne Catterfeld

## Video national
- Herbert Grönemeyer – Demo (Letzter Tag)
- Rosenstolz – Es tut immer noch weh
- Scooter – Weekend
- Seeed – Music Monks
- Xavier Naidoo – Abschied nehmen

## Video international
- Craig David – Rise and Fall
- Jay-Z feat. Beyoncé – ’03 Bonnie & Clyde
- Pink – Family Portrait
- Ricky Martin – Jaleo
- Sean Paul – Get Busy